# Veloz como el viento
Veloz como el viento (en italiano: Veloce come il vento) es una película italiana de drama deportivo de 2016 escrita y dirigida por Matteo Rovere. Se basa libremente en la historia real del piloto de rally, Carlo Capone.

## Trama
La pasión por los motores siempre ha corrido por las venas de Giulia De Martino. Ella viene de una familia que ha producido campeones de automovilismo durante generaciones. Ella también es piloto, un talento excepcional que, a la edad de diecisiete años, participó en el Campeonato GT, bajo la dirección de su padre Mario. Pero un día todo cambia y Giulia se ve obligada a enfrentarse sola a la pista y a la vida.
Para complicar la situación, está el regreso inesperado de su hermano Loris, un ex conductor ahora totalmente poco confiable, pero con un extraordinario sexto sentido para conducir. Se verán obligados a trabajar juntos, en una sucesión de adrenalina y emociones que les hará descubrir lo difícil e importante que es intentar ser una familia.

## Elenco
- Stefano Accorsi como Loris De Martino
- Matilda De Angelis como Giulia De Martino
- Paolo Graziosi como Tonino
- Roberta Mattei como Annarella
- Lorenzo Gioielli como Ettore Minotti
- Giulio Pugnaghi como Nico De Martino